# The Young Punx
The Young Punx er et britisk musikkollektiv fra London. Gruppen består af en række producere, musikere og sangere. Musikken laves primært af Hal Ritson.
| Musikgruppe | Spire Denne artikel om en britisk musikgruppe er en spire som bør udbygges. Du er velkommen til at hjælpe Wikipedia ved at udvide den. |